# Orziega (przystanek kolejowy)
Orziega (ros. Орзега, krl. Orzijogi) – przystanek kolejowy w miejscowości Orziega, w rejonie prionieżskim, w Karelii, w Rosji. Położony jest na linii Wołchow - Murmańsk.

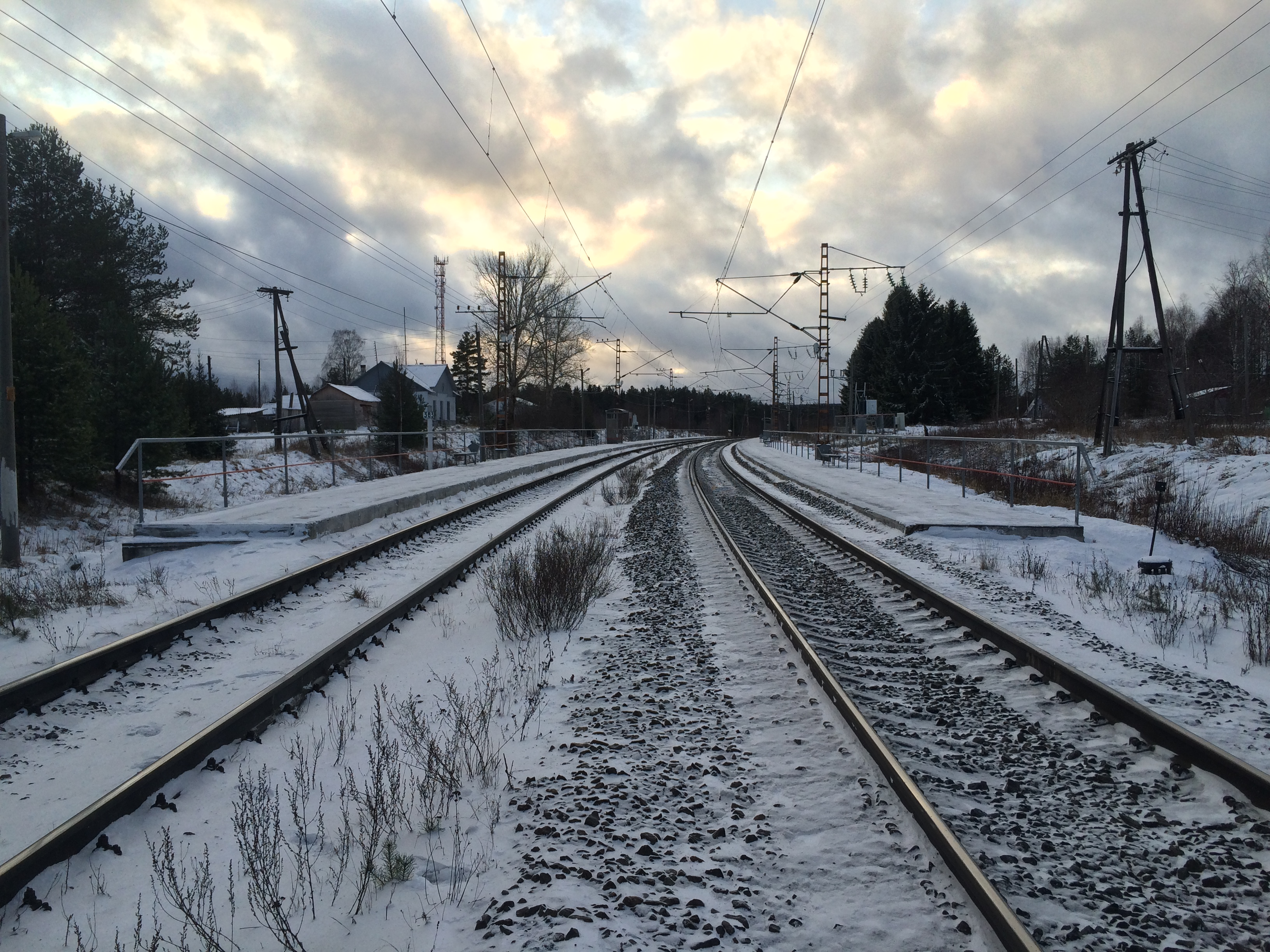
widok w stronę Wołchowa
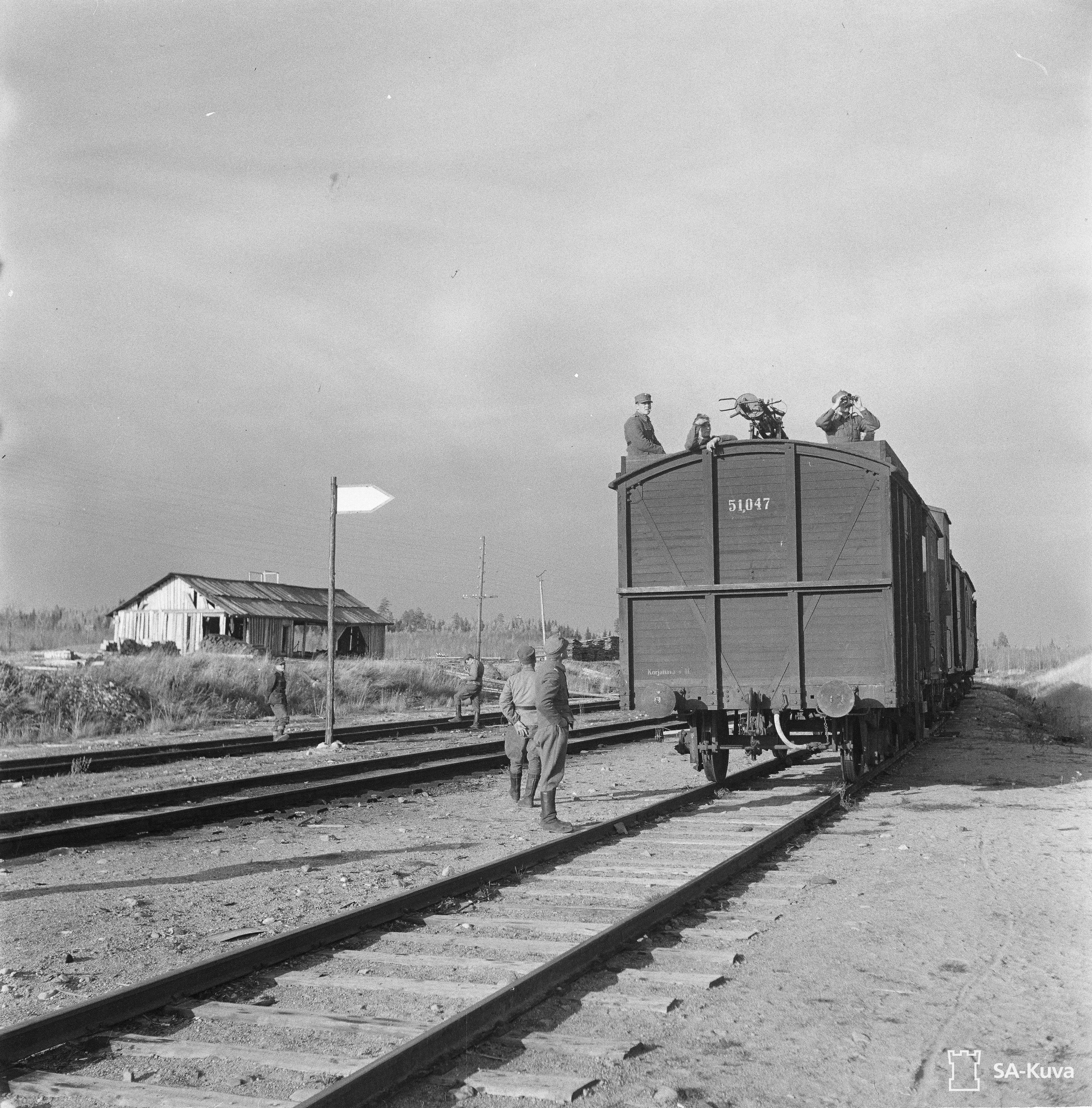
Orziega podczas okupacji fińskiej (1942)